# Jabłuszek Duży
Jabłuszek Duży est une localité polonaise de la gmina rurale de Lipusz située dans le powiat de Kościerzyna en voïvodie de Poméranie. Elle se trouve à environ 14 km à l'ouest de Kościerzyna et 64 km au sud-ouest de la capitale régionale Gdańsk.

## Géographie

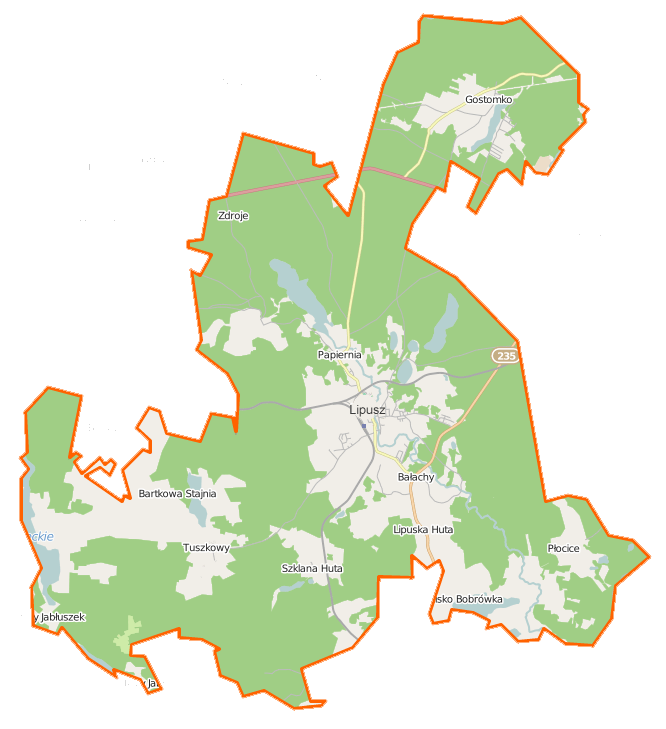
Carte de la gmina de Lipusz.